# Memoriał Alfreda Smoczyka 2014
Memoriał Memoriał Alfreda Smoczyka 2014 – rozegrane po raz 64. w Lesznie zawody żużlowe, mające na celu upamiętnienie polskiego żużlowca Alfreda Smoczyka, który zginął tragicznie w 1950 roku. W memoriale zwyciężył Piotr Świderski.

## Wyniki
- Leszno, 5 kwietnia 2014

| Msc. | Zawodnik            | Klub         | Pkt   |             |  |
| ---- | ------------------- | ------------ | ----- | ----------- |  |
| 1    | Piotr Świderski     | Gorzów Wlkp. | 12    | (3,3,3,2,1) |  |
| 2    | Piotr Protasiewicz  | Zielona Góra | 11 +3 | (3,3,2,1,2) |  |
| 3    | Przemysław Pawlicki | Leszno       | 11 +2 | (3,3,1,3,1) |  |
| 4    | Grzegorz Zengota    | Leszno       | 11 +1 | (3,3,2,3,0) |  |
| 5    | Patryk Dudek        | Zielona Góra | 10    | (0,2,3,3,2) |  |
| 6    | Piotr Pawlicki      | Leszno       | 10    | (2,1,1,3,3) |  |
| 7    | Lasse Bjerre        | Bydgoszcz    | 10    | (2,1,2,2,3) |  |
| 8    | Jurica Pavlic       | Wrocław      | 9     | (1,0,3,2,3) |  |
| 9    | Adam Skórnicki      | Gniezno      | 8     | (0,2,2,1,3) |  |
| 10   | Maciej Janowski     | Wrocław      | 6     | (1,2,3,0,d) |  |
| 11   | Adrian Miedziński   | Toruń        | 5     | (1,2,t,d,2) |  |
| 12   | Damian Baliński     | Leszno       | 4     | (2,d,d,0,2) |  |
| 13   | Sebastian Ułamek    | Grudziądz    | 4     | (2,1,0,0,1) |  |
| 14   | Andžejs Ļebedevs    | Dyneburg     | 4     | (1,0,0,2,1) |  |
| 15   | Tobiasz Musielak    | Leszno       | 3     | (0,1,1,1,0) |  |
| 16   | Tomasz Jędrzejak    | Wrocław      | 2     | (0,0,1,1,0) |  |

Bieg po biegu:
1. Prz.Pawlicki, Bjerre, Pavlic, Jędrzejak
2. Protasiewicz, Baliński, Janowski, Dudek
3. Zengota, Pi.Pawlicki, Miedziński, Skórnicki
4. Świderski, Ułamek, Ļebedevs, Musielak
5. Prz.Pawlicki, Miedziński, Ułamek, Baliński (d)
6. Świderski, Dudek, Pi.Pawlicki, Pavlic
7. Zengota, Janowski, Musielak, Jędrzejak
8. Protasiewicz, Skórnicki, Bjerre, Ļebedevs
9. Dudek, Zengota, Prz.Pawlicki, Ļebedevs
10. Pavlic, Skórnicki, Musielak, Baliński (d)
11. Świderski, Protasiewicz, Jędrzejak, Miedziński (t)
12. Janowski, Bjerre, Pi.Pawlicki, Ułamek
13. Prz.Pawlicki, Świderski, Skórnicki, Janowski
14. Zengota, Pavlic, Protasiewicz, Ułamek
15. Pi.Pawlicki, Ļebedevs, Jędrzejak, Baliński
16. Dudek, Bjerre, Musielak, Miedziński (d)
17. Pi.Pawlicki, Protasiewicz, Prz.Pawlicki, Musielak
18. Pavlic, Miedziński, Ļebedevs, Janowski (d)
19. Skórnicki, Dudek, Ułamek, Jędrzejak
20. Bjerre, Baliński, Świderski, Zengota
21. Bieg dodatkowy o 2. miejsce: Protasiewicz, Prz.Pawlicki, Zengota